# Hot Springs megye
Hot Springs megye az Amerikai Egyesült Államokban, azon belül Wyoming államban található. Megyeszékhelye és legnagyobb városa Thermopolis. Lakosainak száma 4621 fő (2020. április 1.). Hot Springs megye Washakie, Fremont és Park megyékkel határos.

## Népesség
A megye népességének változása:
| Lakosok száma | 4805 | 4815 | 4841 | 4847 | 4741 | 4621 |
|               | 2010 | 2011 | 2012 | 2013 | 2015 | 2020 |